# 1885 en Nouvelle-Écosse
Chronologie de la Nouvelle-Écosse
- 1881
- 1882
- 1883
- 1884
- 1885
- 1886
- 1887
- 1888
- 1889

Cette page concerne les événements survenus en 1885 dans la province canadienne de Nouvelle-Écosse.

## Politique
- Premier ministre : William S. Fielding
- Chef de l'Opposition :
- Lieutenant-gouverneur : Matthew Henry Richey
- Législature :

## Naissances

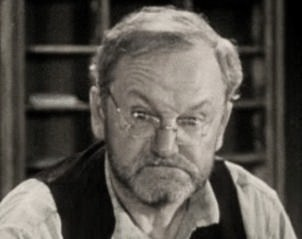
George Cleveland en 1936.

- 17 septembre : George (Alan) Cleveland, acteur canadien né à Sydney (Île du Cap-Breton), mort le 15 juillet 1957 à Burbank (Californie).